# Lichaampjes van Herring
De lichaampjes van Herring vormen een neurosecretoire structuur in de neurohypofyse, onderdeel van de hypofyse, waar hormonen tijdelijk worden opgeslagen. Ze vormen de verdikkingen van de axonale processen van ongemyeliniseerde zenuwen. 
De neurohypofyse bestaat uit 3 soorten cellen, namelijk.
- Ongemyeliniseerde axonen: Deze axonen zijn uitlopers van de supraroptische en nucleus paraventricularis.
- Lichaampje van Herring: Deze lichaampjes zijn verdikkingen van Ongemyeliniseerde axonen waarin vasopressine (antidiuretisch hormoon of ADH) en oxytocine zit.
- pituicyten: Deze cellen stimuleren en reguleren vrijgave van ADH en oxytocine.

Deze drie soorten cellen vormen als het ware één lange streng die tot aan het uitende van de pars distalis lopen.